# Monapia alupuran
Monapia alupuran is een spinnensoort in de taxonomische indeling van de buisspinnen (Anyphaenidae).
Het dier behoort tot het geslacht Monapia. De wetenschappelijke naam van de soort werd voor het eerst geldig gepubliceerd in 1995 door M. J. Ramírez.